# منتخب سلوفينيا تحت 19 سنة لكرة القدم
منتخب سلوفينيا تحت 19 سنة لكرة القدم هو ممثل سلوفينيا الرسمي في المنافسات الدولية في كرة القدم في فئة كرة قدم للرجال تحت 19 سنة ، يديريه اتحاد سلوفينيا لكرة القدم.

## وصلات خارجية
- الموقع الرسمي